# Evippa banarensis
Evippa banarensis là một loài nhện trong họ Lycosidae.
Loài này thuộc chi Evippa. Evippa banarensis được Benoy Krishna Tikader & A. Malhotra miêu tả năm 1980.